# روبرت ميلفيل سميث
روبرت ميلفيل سميث هو سياسي كندي، ولد في 14 أكتوبر 1887، وتوفي في 16 نوفمبر 1950.